# Siedliska Bogusz (gromada)
Siedliska Bogusz (w latach 1970. Siedliska-Bogusz) – dawna gromada, czyli najmniejsza jednostka podziału terytorialnego Polskiej Rzeczypospolitej Ludowej w latach 1954–1972.
Gromady, z gromadzkimi radami narodowymi (GRN) jako organami władzy najniższego stopnia na wsi, funkcjonowały od reformy reorganizującej administrację wiejską przeprowadzonej jesienią 1954 do momentu ich zniesienia z dniem 1 stycznia 1973, tym samym wypierając organizację gminną w latach 1954–1972.
Gromadę Siedliska Bogusz z siedzibą GRN w Siedliskach Boguszu (według obecnej pisowni Siedliska-Bogusz) utworzono – jako jedną z 8759 gromad na obszarze Polski – w powiecie jasielskim w woj. rzeszowskim na mocy uchwały nr 22/54 WRN w Rzeszowie z dnia 5 października 1954. W skład jednostki weszły obszary dotychczasowych gromad Siedliska Bogusz, Gorzejowa i Smarzowa (bez obszaru o pow. 0,44 km²) oraz obszar o pow. 1,02 km² z dotychczasowej gromady Głobikówka ze zniesionej gminy Siedliska Bogusz w tymże powiecie. Dla gromady ustalono 27 członków gromadzkiej rady narodowej.
1 stycznia 1960 do gromady Siedliska Bogusz włączono obszar zniesionej gromady Kamienica Górna w tymże powiecie.
30 czerwca 1960 z gromady Siedliska Bogusz wyłączono wieś Kamienica Górna, włączając ją do gromady Brzostek w tymże powiecie.
31 grudnia 1961 do gromady Siedliska Bogusz włączono obszar zniesionej gromady Grudna Dolna w tymże powiecie.
W latach 1970. obowiązywała pisownia gromada  Siedliska-Bogusz.
Gromada przetrwała do końca 1972 roku, czyli do kolejnej reformy gminnej.